# Яровилька
Яровилька (исп. Provincia de Yarowilca) — одна из 11 провинций перуанского региона Уануко. На севере и западе граничит с провинцией Дос-де-Майо, на востоке — с провинцией Уануко и на юге — с провинцией Лаурикоча.

## География

### Площадь
Провинция имеет площадь 759,71 квадратных километров.

### Рельеф
Территория в основном расположена на горном хребте северо-центральной цепи Анд, средняя высота составляет 3800 метров над уровнем моря.

### Гидрография
С гидрографической точки зрения провинцию пересекает с юга на северо-запад река Мараньон, которая берет начало в межандийской долине. Река питается из множества притоков, вытекающих из ледниковых лагун на западном склоне центральной цепи. Эта долина и ее окрестности известны как исток Амазонки — Верхний Мараньон.

## Административное деление
Провинция разделена на восемь районов:
| № | Район                               | Столица                                                     | Дата основания      | Карта провинции |
| - | ----------------------------------- | ----------------------------------------------------------- | ------------------- | --------------- |
| 1 | Чакабамба (Chacabamba)              | Чакабамба (Chacabamba)                                      | 6 сентября 1920 г.  |                 |
| 2 | Кауак (Cahuac)                      | Кауак (Cahuac)                                              | 3 января 1952 г.    |                 |
| 3 | Обас (Obas)                         | Обас (Obas)                                                 | 2 января 1857 г.    |                 |
| 4 | Пампамарка (Яровилька) (Pampamarca) | Пампамарка (Яровилька) (Pampamarca)                         | 16 декабря 1989 г.  |                 |
| 5 | Чорас (Choras)                      | Чорас (Choras)                                              | 2 февраля 2001 г.   |                 |
| 6 | Хакас-Чико (Jacas Chico)            | Сан-Кристобаль-де-Хакас-Чико (San Cristóbal de Jacas Chico) | 20 апреля 1960 г.   |                 |
| 7 | Чавинильо (Chavinillo)              | Чавинильо (Chavinillo)                                      | 14 сентября 1906 г. |                 |
| 8 | Апарисио Помарес (Aparicio Pomares) | Чупан (Chupán)                                              | 2 января 1857 г.    |                 |

Районы Чакабамба, Кауак, Обас и Пампамарка расположены на западном берегу реки Мараньон. Районы Хорас, Чавинильо, Хакас Чико и Апарисио Помарес находятся на восточном берегу той же реки. Восточная часть района Обас расположена на части восточного берега, а район Хакаса Чико — на восточной части Центральной Кордильеры, выходящей к реке Хуаллага.